# Sofie Rostrup
Sofie Rostrup, född Jacobsen den 7 augusti 1857 i Sønderholm, död den 25 januari 1940, var en dansk entomolog.
Sofie Rostrup var pionjär inom forskningen om skadeinsekter på lantbruksväxter och hur man bekämpar dem. År 1889 blev hon magister i naturhistoria, och blev därmed den första kvinnan i Danmark som blev magister i ett naturvetenskapligt ämne.
Rostrup gav 1896 ut Danske Zoocecidier, ett verk om gallbildning, men fortsatte sedan med att forska om skadeinsekter i lantbruket. 1900 kom handboken Vort Landbrugs Skadedyr blandt Insekter og andre lavere Dyr, som återutgavs fem gånger och 1931 översattes till tyska. Från 1919 var Rostrup chef för den zoologiska avdelningen på Statens Plantepatologiske Forsøg.
Rostrup var 1882–1890 gift med zoologen Hans Jacob Hansen, och från 1892 med botanikern Ove Rostrup. Hon särskilde sig från andra kvinnliga akademiker i sin samtid därigenom att hon hade man och barn.

## Utmärkelser
På sin 70-årsdag 1927 tilldelades Rostrup Fortjenstmedaljen i guld. 1929 mottog hon Tagea Brandts rejselegat for kvinder. Samma år blev hon hedersledamot av Sveriges entomologiska förening, och 1937 av den danska Entomologisk Forening.